# Strøget

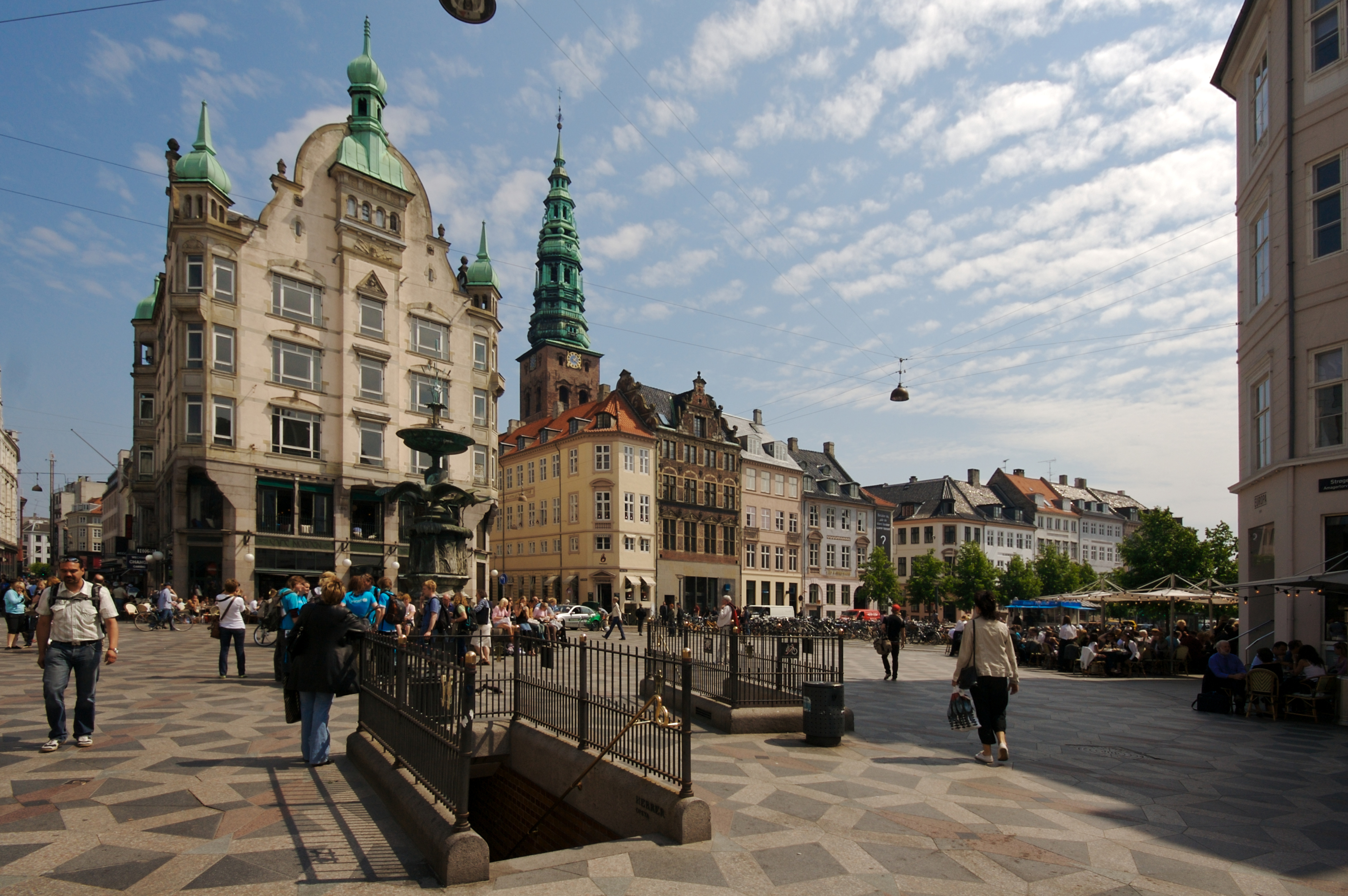
Strøget, de voetgangerszone

Strøget is de bekendste winkelwandelstraat van Kopenhagen. Ze loopt van Rådhuspladsen tot Kongens Nytorv. Van het woord Strøget bestaat geen handzame vertaling in het Nederlands: het betekent zoiets als 'de gestrekte lengte'.
Strøget bestaat eigenlijk uit verschillende straten en pleinen met elk een eigen naam, die in elkaars verlengde liggen. In volgorde vanaf Rådhuspladsen zijn dat Frederiksberggade, Gammel Torv, Ny Torv, Nygade, Vimmelskaftet, Amagertorv en Østergade. Tot aan het eind van de 19e eeuw werd voor deze aaneengesloten route de naam Ruten (de Route) gebruikt. Nadat deze route al in de jaren vijftig in de kerstperiodes werd afgesloten voor verkeer, werd Strøget op 17 november 1962 definitief verkeersvrij gemaakt. De aanvankelijk gebruikte benaming Gågaden (wandelstraat) raakte in onbruik naarmate er meer voetgangersstraten kwamen.
Strøget is met een totale lengte van 1,1 kilometer een van de langste verkeersvrije straten in Europa.  